# Apion cruentatum
Apion cruentatum é uma espécie de insetos coleópteros polífagos pertencente à família Apionidae.
A autoridade científica da espécie é Walton, tendo sido descrita no ano de 1844.
Trata-se de uma espécie presente no território português.